# Превалски езера
Превалски езера са група от четири езера в Северен Пирин. Разположени са в Превалския циркус между върховете Валявишки чукар (2664 m) на югоизток и Превалски чукар (2605 m) на северозапад и седловините Мозговишка порта на юг и Превала (Чаирска превала) на запад, в най-горната част от долината на река Демяница.
Най-горното Превалско езеро е най-малко – 1,1 дка, разположено на 2394 m н.в. и се оттича подземно в следващото.
Второто Превалско се намира на 2312 m н.в. е разположено на 150 m на север от първото и е най-голямо – има площ от над 21 дка с размери 265 х 105 m и дълбочина 5,2 m. Това езеро е единственото голямо от групата с площ и воден обем надвишаваща тази на останалите три взети заедно и се намира на 41°42′21″ с. ш. 23°28′15″ и. д. / 41.705833° с. ш. 23.470833° и. д..
Третото Превалско езеро е разположено доста встрани, на 200 m на северозапад от второто и е на 2330 m н.в. То е значително по-малко (150 х 63 м), дълбоко само 1,7 м и водният му обем 13 – 14 пъти по-малък от този на предишното. В миналото край северния му бряг се е организирал летен палатъчен лагер.
Второто и третото езеро чрез къси и бурни потоци се оттичат в Четвъртото Превалско езеро (на 2318 m н.в.), съвсем плитко и малко, което дава началото на Превалския поток – ляв приток на река Валявица.
През Превалските езера и Мозговишка порта минава маркирана в синьо пътека от Банско и хижа Демяница за хижа Беговица. При Мозговишката порта маркираната в синьо пътека се пресича с билната червена маркировка от хижа Вихрен за заслона Тевното езеро. От Превала над езерата започва маркирана в зелено пътека, която през Чаирските езера стига до местността Башлийца. Наблизо минава маркираната в кафяво пътека за заслон Спано поле.